# BOCグループ
BOCグループ (The BOC Group) は、イギリスに本社をおく国際的な工業ガスメーカーである。
2006年9月、ドイツのリンデに買収され、現在はリンデグループ傘下である。

## 略史
- 1886年 - Brin's Oxygen Company, Ltd. として設立。
- 1906年 - British Oxygen Company に改名。
- 1975年 - BOC International Ltd. に改名。
- 2003年 - エア・リキードと共同の日本法人としてジャパン・エア・ガシズを設立。
- 2006年 - リンデに買収される。
- 2007年 - ジャパン・エア・ガシズがエア・リキードの子会社日本エア・リキードに吸収合併される。